# Gioacchino Colonna di Stigliano, IV principe di Stigliano
Gioacchino Colonna di Stigliano, IV principe di Stigliano (Napoli, 25 luglio 1809 – Napoli, 7 marzo 1900), è stato un nobile italiano.

## Biografia
Nato a Napoli nel 1809, Gioacchino era figlio di Ferdinando Colonna di Stigliano, II principe di Stigliano e di sua moglie, Giovanna Doria d'Angri. Venne battezzato col nome di Gioacchino Murat, re delle Due Sicilie che tanto aveva beneficato suo padre.
Durante la sua prima infanzia, come il fratello, cercò di discostarsi dal periodo napoleonico per inserirsi appieno nella restaurazione borbonica di Napoli, venendo ricompensato da Ferdinando II delle Due Sicilie con la nomina dapprima a Maestro delle Cerimonie della corte di Napoli e poi con quella di Governatore della Reggia di Caserta. Col crollo del Regno delle Due Sicilie nel 1859 e la sua annessione al Regno d'Italia nel 1860, il principe di Stigliano cercò abilmente di avvicinarsi al nuovo governo dei Savoia, ottenendo di poter continuare a conservare a livello onorifico il proprio incarico di governatore della Reggia di Caserta e venendo nominato senatore del regno dall'anno successivo, come pure suo fratello Andrea che fu anche sindaco di Napoli.
Venne nel frattempo nominato colonnello capo di stato maggiore del distaccamento della Guardia Nazionale di Napoli. Si interessò molto anche dell'archeologia napoletana divenendo dapprima consigliere della Società Promotrice delle Belle Arti di Napoli e poi membro della commissione del senato per la conservazione dei monumenti e scavi di antichità in Napoli.
Nel 1890, alla morte di suo fratello Marcantonio senza eredi, venne chiamato a succedergli al titolo di principe di Stigliano, ma quand'anche egli morì senza eredi, i titoli passarono a suo nipote Ferdinando, figlio di suo fratello minore Andrea, premortogli.
Morì a Napoli nel 1900.

## Matrimonio e figli
A Napoli il 2 giugno 1842 sposò sua cugina Amalia Acquaviva d'Aragona, figlia di Giangirolamo Acquaviva d'Aragona, XXII duca di Atri e di sua moglie, Maria Giulia Colonna di Stigliano (figlia di Andrea Colonna di Stigliano, I principe di Stigliano).
Alla morte della prima moglie si risposò con un'altra sua cugina, Cecilia Colonna di Stigliano, figlia di Marcantonio Colonna di Stigliano, figlio a sua volta di Andrea Colonna di Stigliano, I principe di Stigliano.
Da nessuno dei due matrimoni ebbe eredi.

## Albero genealogico
|                                                           |                                             |                                           | Genitori                                                   |  |  | Nonni |  |  | Bisnonni                                                  |  |  | Trisnonni                                               |  |
|                                                           |                                             |                                           |                                                            |  |  |       |  |  | Marcantonio Colonna di Stigliano, III principe di Sonnino |  |  | Ferdinando Colonna di Stigliano, II principe di Sonnino |  |
|                                                           |                                             |                                           |                                                            |  |  |       |  |  | Marcantonio Colonna di Stigliano, III principe di Sonnino |  |  | Ferdinando Colonna di Stigliano, II principe di Sonnino |  |
|                                                           |                                             | Luisa Caracciolo                          |                                                            |  |  |       |  |  | Marcantonio Colonna di Stigliano, III principe di Sonnino |  |  |                                                         |  |
| Andrea Colonna di Stigliano, I principe di Stigliano      |                                             |                                           |                                                            |  |  |       |  |  | Marcantonio Colonna di Stigliano, III principe di Sonnino |  |  |                                                         |  |
|                                                           |                                             | Giulia d'Avalos d'Aquino d'Aragona        | Andrea d'Avalos d'Aquino d'Aragona, VII duca di Celenza    |  |  |       |  |  |                                                           |  |  |                                                         |  |
|                                                           |                                             | Giulia d'Avalos d'Aquino d'Aragona        | Andrea d'Avalos d'Aquino d'Aragona, VII duca di Celenza    |  |  |       |  |  |                                                           |  |  |                                                         |  |
|                                                           |                                             | Giulia d'Avalos d'Aquino d'Aragona        | Beatrice Cosima Antonia Caracciolo                         |  |  |       |  |  |                                                           |  |  |                                                         |  |
| Ferdinando Colonna di Stigliano, II principe di Stigliano |                                             | Giulia d'Avalos d'Aquino d'Aragona        |                                                            |  |  |       |  |  |                                                           |  |  |                                                         |  |
|                                                           |                                             | Carlo Ruffo, V principe di Sant'Antimo    | Francesco Ruffo, VI duca di Bagnara                        |  |  |       |  |  |                                                           |  |  |                                                         |  |
|                                                           |                                             | Carlo Ruffo, V principe di Sant'Antimo    | Francesco Ruffo, VI duca di Bagnara                        |  |  |       |  |  |                                                           |  |  |                                                         |  |
|                                                           |                                             | Carlo Ruffo, V principe di Sant'Antimo    | Ippolita d'Avalos                                          |  |  |       |  |  |                                                           |  |  |                                                         |  |
| Cecilia Ruffo di Sant'Antimo                              |                                             | Carlo Ruffo, V principe di Sant'Antimo    |                                                            |  |  |       |  |  |                                                           |  |  |                                                         |  |
|                                                           |                                             | Anna Cavaniglia di San Giovanni Rotondo   | Troiano Cavaniglia, VI duca di San Giovanni Rotondo        |  |  |       |  |  |                                                           |  |  |                                                         |  |
|                                                           |                                             | Anna Cavaniglia di San Giovanni Rotondo   | Troiano Cavaniglia, VI duca di San Giovanni Rotondo        |  |  |       |  |  |                                                           |  |  |                                                         |  |
|                                                           |                                             | Anna Cavaniglia di San Giovanni Rotondo   | Cecilia de Ponte                                           |  |  |       |  |  |                                                           |  |  |                                                         |  |
| Gioacchino Colonna di Stigliano, IV principe di Stigliano |                                             | Anna Cavaniglia di San Giovanni Rotondo   |                                                            |  |  |       |  |  |                                                           |  |  |                                                         |  |
|                                                           | Giovanni Carlo Doria, VIII principe d'Angri | Marcantonio Doria, VII principe d'Angri   |                                                            |  |  |       |  |  |                                                           |  |  |                                                         |  |
|                                                           | Giovanni Carlo Doria, VIII principe d'Angri | Marcantonio Doria, VII principe d'Angri   |                                                            |  |  |       |  |  |                                                           |  |  |                                                         |  |
|                                                           | Giovanni Carlo Doria, VIII principe d'Angri | Maria Lilla Grimaldi                      |                                                            |  |  |       |  |  |                                                           |  |  |                                                         |  |
| Marcantonio Doria, IX principe d'Angri                    | Giovanni Carlo Doria, VIII principe d'Angri |                                           |                                                            |  |  |       |  |  |                                                           |  |  |                                                         |  |
|                                                           |                                             | Giovanna Pappacoda                        | Giuseppe Pappacoda                                         |  |  |       |  |  |                                                           |  |  |                                                         |  |
|                                                           |                                             | Giovanna Pappacoda                        | Giuseppe Pappacoda                                         |  |  |       |  |  |                                                           |  |  |                                                         |  |
|                                                           |                                             | Giovanna Pappacoda                        | Anna Maria Spinelli Barrile                                |  |  |       |  |  |                                                           |  |  |                                                         |  |
| Giovanna Doria d'Angri                                    |                                             | Giovanna Pappacoda                        |                                                            |  |  |       |  |  |                                                           |  |  |                                                         |  |
|                                                           |                                             | Francesco Maria Doria, principe di Avella | Filippo Doria Sforza Visconti, marchese Doria              |  |  |       |  |  |                                                           |  |  |                                                         |  |
|                                                           |                                             | Francesco Maria Doria, principe di Avella | Filippo Doria Sforza Visconti, marchese Doria              |  |  |       |  |  |                                                           |  |  |                                                         |  |
|                                                           |                                             | Francesco Maria Doria, principe di Avella | Bianca Maria di Sinzendorf-Neuburg, marchesa di Caravaggio |  |  |       |  |  |                                                           |  |  |                                                         |  |
| Teresa Doria del Carretto                                 |                                             | Francesco Maria Doria, principe di Avella |                                                            |  |  |       |  |  |                                                           |  |  |                                                         |  |
|                                                           |                                             | Maria Giovanna Doria del Carretto         | Lazzaro Doria, marchese di Tozzano                         |  |  |       |  |  |                                                           |  |  |                                                         |  |
|                                                           |                                             | Maria Giovanna Doria del Carretto         | Lazzaro Doria, marchese di Tozzano                         |  |  |       |  |  |                                                           |  |  |                                                         |  |
|                                                           |                                             | Maria Giovanna Doria del Carretto         | Giovanna Maria Teresa Doria                                |  |  |       |  |  |                                                           |  |  |                                                         |  |
|                                                           |                                             | Maria Giovanna Doria del Carretto         |                                                            |  |  |       |  |  |                                                           |  |  |                                                         |  |